# 戸上研之
戸上 研之（とがみ かねゆき/けんし、1912年8月1日 - 1986年）は、日本の陸上競技（跳躍）選手。1936年ベルリンオリンピックで男子走幅跳に出場した。

## 生涯
現在の熊本県山鹿市石（旧鹿本郡八幡村）出身。宇土中学校（現在の熊本県立宇土中学校・高等学校）に学び、同窓の谷口睦生（短距離走、八代出身）とともに関西大学に進学した。
1936年ベルリンオリンピックでは日本代表に選ばれ、走幅跳で出場。記録は6.18mで、予選を突破できなかった。
1937年（昭和12年）1月から5月にかけ、村社講平（中央大学）とともにニュージーランドに遠征。クライストチャーチにおいて三段跳で15m58を記録した（当時のニュージーランド記録を越える記録）。帰国後の5月23日、京関・早慶対抗戦（京都大学・関西大学連合 対 早稲田大学・慶応大学連合の東西対抗戦）において、三段跳で15m86を記録。これは当時の世界記録を上回るものであった（ただし、公認記録とはなっていない）。
日中戦争中、歩兵第13連隊（熊本）で中国大陸に出征。その後戦争の拡大とともに転戦し、ソロモン諸島に至った。

## 備考
- 戦争体験について手記を残している。それによれば1943年10月、ソロモン諸島コロンバンガラ島で谷口睦生と偶然再会して語らったが、その翌日に谷口は戦死した[10][11][12]。
- 熊本県陸上競技選手権大会（熊本陸上競技協会・熊本日日新聞主催）では、跳躍の最優秀者に「戸上研之杯」が授与されている。

## 参照資料
1. 1 2 3  「Japanese Delegation of Athletics Team : Rio de Janeiro 2016」（PDF）、日本陸上連盟、2016年、2019年10月10日閲覧。
2. 1 2  “KANEYUKI TOGAMI”.   IOC. 2019年10月10日閲覧。
3. 1 2 3 4  “Kenshi Togami Olympic Results”.  Sports Reference LLC. 2020年4月17日時点のオリジナルよりアーカイブ。2017年12月12日閲覧。
4. 1 2  “Kenshi Togami”.   Olympedia. 2022年9月26日閲覧。
5. ↑  「市政のここが聞きたい！ オリンピック・パラリンピックについて」（PDF）『やまが市議会だより』第16巻、2018年2月、9頁、2019年10月10日閲覧。
6. ↑  “第19回 「谷口睦生」記念陸上記録会 開催要項”. 2019年10月10日閲覧。
7. 1 2 3  “陸上部戸上研之”.   関西大学年史編纂室. 2019年10月10日閲覧。
8. ↑  “スポーツ史　大正～昭和前期”.   関西大学年史編纂室. 2019年10月10日閲覧。
9. ↑  “戦場 戸上研之”.   aucfan. 2019年10月10日閲覧。
10. ↑  “戦没オリンピアン　陸上・谷口睦生選手の生涯【熊本】”. FNNプライムオンライン (2021年7月21日). 2021年8月19日閲覧。
11. ↑  “戦没オリンピアン　陸上・谷口睦生選手の生涯”. テレビ熊本 (2021年7月21日). 2021年8月19日閲覧。
12. ↑  “もう一度、走りたい　戦死前日の願い　今に生きる…［戦後７６年　戦禍のオリンピアン］＜下＞”. 読売新聞. (2021年8月14日) 2021年8月19日閲覧。（読者会員限定記事）